# Natsuhiko Watanabe
Natsuhiko Watanabe (jap. 渡辺 夏彦, Watanabe Natsuhiko; * 26. Juni 1995 in Tokio) ist ein japanischer Fußballspieler.

## Karriere
Nach seinen Anfängen in der Jugend der Vereine Gekkouhara Soccer Club, FC Toripletta, Kokugakuin Kugayama High School und Keiō University wechselte er in der Winterpause 2018 in die deutsche 3. Liga zum VfR Aalen. Dort kam er auch zu seinem ersten Profieinsatz, als er am 6. April 2018, dem 33. Spieltag, bei der 0:1-Auswärtsniederlage gegen  Werder Bremen II in der 71. Spielminute für Rico Preißinger eingewechselt wurde.
Innerhalb der Wintertransferperiode wechselte Watanabe ohne einen Einsatz in der Saison 2018/19 für die Aalener zum bayerischen Regionalligisten FC Memmingen. Im Sommer 2020 wechselte er innerhalb der Liga zum FV Illertissen, für den er in den folgenden beiden Spielzeiten verletzungsbedingt jedoch nur zu 13 Ligaeinsätzen kam. Im November 2023 wurde sein Vertrag aufgelöst.